# ماركو مودولو
ماركو مودولو (بالإيطالية: Marco Modolo) (23 مارس 1989 بسان دونا دي بيافي في إيطاليا - ) هو لاعب كرة قدم إيطالي في مركز الدفاع. لعب مع نادي بارما ونادي برو فيرتشيلي ونادي غوريتسا ونادي فينيزيا وASD Sanvitese ‏.

## روابط خارجية
- ماركو مودولو على موقع قاعدة بيانات كرة القدم.إي يو (الإنجليزية)
- ماركو مودولو على موقع Soccerway.com (الإنجليزية)